# Chillington Hall
Chillington Hall est une maison de campagne géorgienne près de Brewood, Staffordshire, Angleterre, à quatre miles au nord-ouest de Wolverhampton. C'est la résidence de la famille Giffard. La maison classée Grade I a été conçue par Francis Smith de Warwick (en) en 1724 et John Soane en 1785. Le parc et le lac ont été aménagés par Capability Brown.

## Histoire

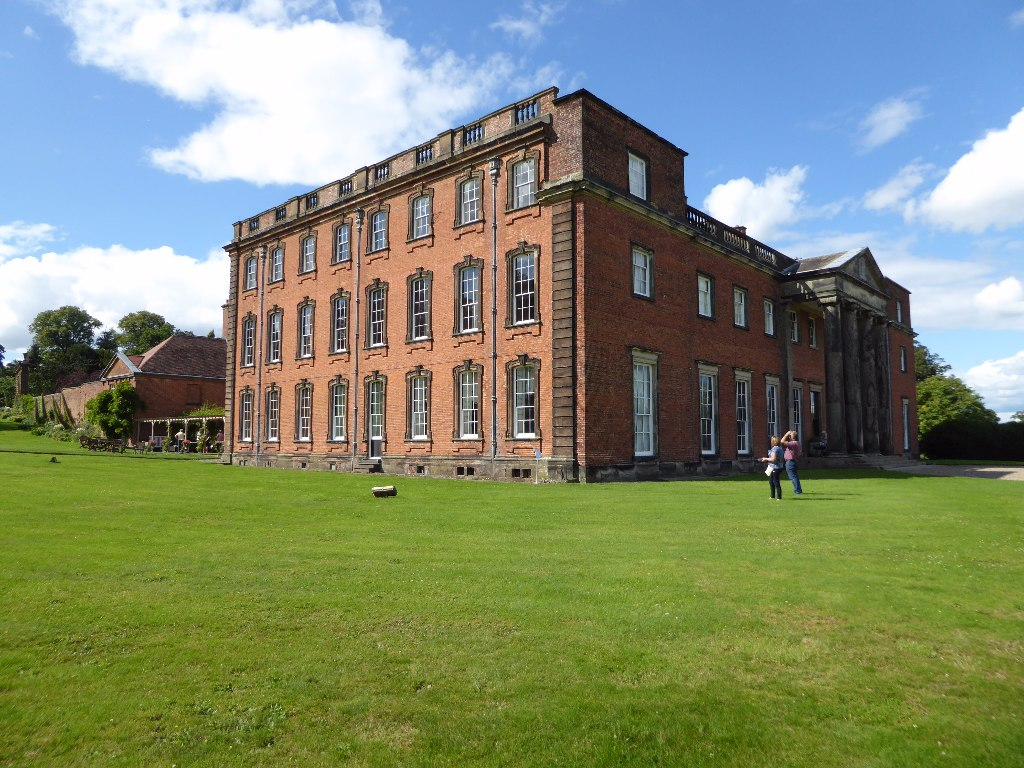
Chillington Hall

Dans le Domesday Book, Chillington (Cillintone) est inscrit sous Warwickshire comme faisant partie des domaines de William FitzCorbucion. Son petit-fils Peter Corbesun de Studley cède Chillington à Peter Giffard, le neveu de sa femme, pour une somme de 25 marks et un chargement de métal.
La maison actuelle est la troisième du site. Au XIIe siècle, il y a un château en pierre sur le site, dont un petit coin peut être vu dans les caves de la maison actuelle, et à côté de lui la maison d'origine. Cette maison est remplacée au XVIe siècle par Sir John Giffard, qui est haut shérif du Staffordshire à cinq reprises. Peter Giffard commence le troisième bâtiment en démolissant et en remplaçant une partie de la maison Tudor de Sir John en 1724. Cette reconstruction remplace la façade sud existante de trois étages en briques de parement rouges avec un habillage en pierre.
Vers 1725, Peter Giffard plante la longue allée de chênes qui forme l'approche originale de la maison, mais il a probablement incorporé de nombreux arbres existants. Au cours des années 1770, Capability Brown conçoit le parc paysager et le lac au sud de la maison pour Thomas Giffard l'aîné.
Il existe un certain nombre de structures classées Grade II et Grade II * sur le domaine. Le pigeonnier et l'écurie classés Grade II* figurent sur le Registre des Bâtiments à Risques mais en sont supprimés en 2009 à la suite de travaux de réparation .